# Herbita singularis
Herbita singularis är en fjärilsart som beskrevs av William Schaus 1911. Herbita singularis ingår i släktet Herbita och familjen mätare. Inga underarter finns listade i Catalogue of Life.